# Jody Shelley
Pour les articles homonymes, voir Shelley.
Jody Shelley (né le  7 février 1976 à Thompson dans le Manitoba au Canada) est un joueur professionnel retraité de hockey sur glace.

## Carrière en club
Il passe son enfance à Yarmouth en Nouvelle-Écosse et rejoint en 1994 l'équipe des Mooseheads de Halifax (Ligue de hockey junior majeur du Québec). Avec 420 minutes de pénalités en 1996-97, il détient le record de minutes pour un joueur des Mooseheads sur une saison.
Le 1er septembre 1998 il signe un contrat en tant qu'agent libre avec les Flames de Calgary mais ne jouera finalement jamais pour la franchise de la Ligue nationale de hockey. Près de deux ans plus tard, deux ans passés dans la Ligue américaine de hockey avec les Flames de Saint-Jean, il signe un contrat en tant qu'agent libre avec les Blue Jackets de Columbus et joue un match avec eux lors de cette saison. Il passe le reste de son temps avec le Crunch de Syracuse où il enregistre un total record de 357 minutes de pénalité. Lors de son unique match de cette saison dans la LNH, il enregistre 10 minutes de pénalités pour bagarre.
Par la suite, il se fait une place au sein de l'effectif des Blue Jackets et en 2002-2003, il est le joueur de la LNH à avoir participé au plus grand nombre de combats au cours de la saison (27 combats).
Au cours du lock-out 2004-2005 de la LNH, il joue en Europe pour l'équipe finlandaise du JYP Jyväskylä. Il joue peu (une quinzaine de matchs) mais enregistre 45 minutes de pénalités (dont 25 pour les trois matchs de séries éliminatoires).
Il est échangé au Sharks de San José le 29 janvier 2008 en retour d'un choix de sixième ronde, puis, il passe aux mains des Rangers de New York le 12 février 2010 en retour d'un choix au repêchage.
Le 1er juillet 2010, il signe en tant qu'agent libre avec les Flyers de Philadelphie.
Il annonce son retrait de la compétition le 9 août 2013.

## Statistiques
Pour les significations des abréviations, voir Statistiques du hockey sur glace.
| Saison     | Équipe                              | Ligue      |     | Saison régulière | Saison régulière | Saison régulière | Saison régulière | Saison régulière |   | Séries éliminatoires | Séries éliminatoires | Séries éliminatoires | Séries éliminatoires | Séries éliminatoires |
| Saison     | Équipe                              | Ligue      | PJ  | B                | A                | Pts              | Pun              | PJ               | B | A                    | Pts                  | Pun                  |                      |                      |
| 1994-1995  | Mooseheads d'Halifax                | LHJMQ      | 72  | 10               | 12               | 22               | 194              | 7                | 0 | 1                    | 1                    | 12                   |                      |                      |
| 1995-1996  | Mooseheads d'Halifax                | LHJMQ      | 50  | 13               | 19               | 32               | 319              | 6                | 0 | 2                    | 2                    | 36                   |                      |                      |
| 1996-1997  | Mooseheads d'Halifax                | LHJMQ      | 59  | 25               | 19               | 44               | 420              | 17               | 6 | 6                    | 12                   | 125                  |                      |                      |
| 1997-1998  | Tigers de l'Université de Dalhousie | CIAU       | 19  | 6                | 11               | 17               | 145              | -                | - | -                    | -                    | -                    |                      |                      |
| 1997-1998  | Flames de Saint-Jean                | LAH        | 18  | 1                | 1                | 2                | 50               | -                | - | -                    | -                    | -                    |                      |                      |
| 1998-1999  | Chiefs de Johnstown                 | ECHL       | 52  | 12               | 17               | 29               | 325              | -                | - | -                    | -                    | -                    |                      |                      |
| 1998-1999  | Flames de Saint-Jean                | LAH        | 8   | 0                | 0                | 0                | 46               | -                | - | -                    | -                    | -                    |                      |                      |
| 1999-2000  | Flames de Saint-Jean                | LAH        | 22  | 1                | 4                | 5                | 93               | 3                | 0 | 0                    | 0                    | 2                    |                      |                      |
| 1999-2000  | Chiefs de Johnstown                 | ECHL       | 36  | 9                | 17               | 26               | 256              | -                | - | -                    | -                    | -                    |                      |                      |
| 2000-2001  | Crunch de Syracuse                  | LAH        | 69  | 1                | 7                | 8                | 357              | 5                | 0 | 0                    | 0                    | 21                   |                      |                      |
| 2000-2001  | Blue Jackets de Columbus            | LNH        | 1   | 0                | 0                | 0                | 10               | -                | - | -                    | -                    | -                    |                      |                      |
| 2001-2002  | Crunch de Syracuse                  | LAH        | 22  | 3                | 5                | 8                | 165              | -                | - | -                    | -                    | -                    |                      |                      |
| 2001-2002  | Blue Jackets de Columbus            | LNH        | 52  | 3                | 3                | 6                | 206              | -                | - | -                    | -                    | -                    |                      |                      |
| 2002-2003  | Blue Jackets de Columbus            | LNH        | 68  | 1                | 4                | 5                | 249              | -                | - | -                    | -                    | -                    |                      |                      |
| 2003-2004  | Blue Jackets de Columbus            | LNH        | 76  | 3                | 3                | 6                | 228              | -                | - | -                    | -                    | -                    |                      |                      |
| 2004-2005  | JYP Jyväskylä                       | SM-liiga   | 11  | 0                | 1                | 1                | 20               | 3                | 0 | 0                    | 0                    | 25                   |                      |                      |
| 2005-2006  | Blue Jackets de Columbus            | LNH        | 80  | 3                | 7                | 10               | 163              | -                | - | -                    | -                    | -                    |                      |                      |
| 2006-2007  | Blue Jackets de Columbus            | LNH        | 72  | 1                | 1                | 2                | 125              | -                | - | -                    | -                    | -                    |                      |                      |
| 2007-2008  | Blue Jackets de Columbus            | LNH        | 31  | 0                | 0                | 0                | 44               | -                | - | -                    | -                    | -                    |                      |                      |
| 2007-2008  | Sharks de San José                  | LNH        | 31  | 1                | 6                | 7                | 91               | 6                | 0 | 0                    | 0                    | 2                    |                      |                      |
| 2008-2009  | Sharks de San José                  | LNH        | 70  | 2                | 2                | 4                | 116              | 1                | 0 | 0                    | 0                    | 0                    |                      |                      |
| 2009-2010  | Sharks de San José                  | LNH        | 36  | 0                | 3                | 3                | 78               | -                | - | -                    | -                    | -                    |                      |                      |
| 2009-2010  | Rangers de New York                 | LNH        | 21  | 2                | 4                | 6                | 37               | -                | - | -                    | -                    | -                    |                      |                      |
| 2010-2011  | Flyers de Philadelphie              | LNH        | 58  | 2                | 2                | 4                | 127              | 2                | 0 | 0                    | 0                    | 2                    |                      |                      |
| 2011-2012  | Flyers de Philadelphie              | LNH        | 30  | 0                | 1                | 1                | 64               | -                | - | -                    | -                    | -                    |                      |                      |
| 2012-2013  | Flyers de Philadelphie              | LNH        | 1   | 0                | 0                | 0                | 0                | -                | - | -                    | -                    | -                    |                      |                      |
| Totaux LNH | Totaux LNH                          | Totaux LNH | 627 | 18               | 36               | 54               | 1 538            | 9                | 0 | 0                    | 0                    | 4                    |                      |                      |